# Lilly Meyer-Wedell
Lilly Meyer-Wedell (geborene Wedell, 4. Februar 1881 in Düsseldorf; gestorben 2. Dezember 1944 in London) war eine deutsche Kinderärztin und Mitbegründerin des Deutschen Ärztinnenbundes.

## Leben
Lilly Wedell wurde am 4. Februar 1881 als Tochter des Rabbiners Abraham Wedell (1844–1891) und Ida Wedell, geborene Meyer (1854–1921) in Düsseldorf geboren. Sie hatte zwei Schwestern und einen Bruder und war auch mit ihrem zukünftigen Ehemann, dem Bruder ihrer Mutter, Jacques Meyer verwandt. Jacques Meyer war Direktor der „Einfuhrgesellschaft für Getreide und Futtermittel“, sie heirateten am 11. Oktober 1907 und hatten zwei Söhne, Peter Heinz geboren 1909 und Klaus geboren 1913.
Das Abitur legte sie im März 1900 am Königlichen Gymnasium in Neuss ab. Sie studierte von 1900 bis 1905 Medizin in Berlin, Bonn und München. Das Staatsexamen bestand sie am 1. Februar 1905 in München und erhielt ihre Approbation. Ebenfalls in München promovierte sie am 1. Mai 1905, dies als zweite Frau an der Universität in der Fachrichtung Kinderärztin. Zunächst arbeitete sie bis Juli 1905 am Pathologischen Institut an der Akademie Köln, dann von Juli 1905 bis Oktober 1906 am Kinderhospital der Akademie Köln. Von Oktober 1906 bis August 1907 an der Königlichen Universitäts-Kinderklinik der Charité Berlin, von April 1907 bis August 1907 in der Säuglingsfürsorgestelle Berlin und vom Dezember 1907 bis September 1908 war sie im St. Mary’s Hospital London und Lister Institute of Preventive Medicine in London. Als Ärztin war sie 1908 an der Kinder-Poliklinik des Israelitischen Krankenhauses in Eppendorf tätig und 1909 im chemischen Laboratorium des Eppendorfer Krankenhauses. Von 1911 bis 1933 arbeitete sie als niedergelassene Ärztin in Hamburg.
In London nahm sie 1924 an dem Internationalen Ärztinnenkongresses teil und in Berlin zählte sie im Oktober 1924 zu den Mitgründerinnen des Bundes Deutscher Ärztinnen. Auf auf der Sitzung des Gesamtvorstandes des Bundes Deutscher Ärztinnen in Thale im Jahr 1925 referierte sie auf der Grundlage von umfangreichem statistischem Material zu den Themen „Schulgesundheitspflege“ und „Schulärztin“. Sie zählte zu den Mitunterzeichnenden eines Briefes von Hamburger Ärtzinnen an die Gesundheitsbehörte im Jahr 1930, in dem diese aus sittlichen Gründen gegen die Aufstellung von Schutzmittelautomaten protestierten. In der jüdischen Gemeinde setzte sie sich für eine liberale Jugendpolitik ein und war 1931 maßgeblich an der Entstehung des Landjugendheims Wilhelminenhöhe beteiligt. Sie übernahm im Mai 1933 den Vorsitz der Ortsgruppe Hamburg des Reichsbundes für jüdische Siedlung. Sie initiierte die Siedlerschule im Landjugendheim Wilhelminenhöhe und engagierte sich in der Schulpolitik. Dort setzte sie die Einführung eines 9. Schuljahrs an den jüdischen Schulen durch. Mit den Künstlern der Brücke-Bewegung war sie bekannt und war eine Sammlerin deren Werke. Im Jahr 1933 unterstützte sie die Frauenbewegung mit einer Spende von 3 Milliarden Mark für die Altenhilfe des BDF.
Ihr Sohn wurde 1933 in ein Konzentrationslager gebracht, gemeinsam mit ihrem Mann gelang es ihr die Verlegung in ein Gefängnis zu erreichen. Nach einem Autounfall, den Lilly Meyer-Wedell 1935 hatte, legte sie ihre Ämter nieder und war bis 1936 in einem Sanatorim in Belgien. Danach emigrierte sie mit ihrem Mann und den Söhnen nach Großbritannien. In Deutschland wurde Lilly Meyer-Wedell 1938 steckbrieflich wegen Steuerhinterziehung gesucht und im Jahr 1939 wurde sie ausgebürgert. Sie lebte mit ihrem Mann in London, wo Lilly Meyer-Wedell am 2. Dezember 1944 nach einem Fenstersturz starb. Ihr Sohn Peter starb 1958 in London, ihr Sohn Klaus 2006 in Hamburg.

## Mitgliedschaften
- Berliner Medizinische Gesellschaft (seit 1907)
- Bund Deutscher Ärztinnen (2. Vorsitzende und geschäftsführende Vorsitzende 1924/25), stellvertretende Vorsitzende der Ortsgruppe Hamburg 1926, Ausschuss für Schulfragen (1927), Delegierte zum Fachausschuss der Jugendverbände beim Akademikerinnenbund (1927) und Vorsitzende des Ausschusses für Jugend (früher Schulausschuss (1928))
- Deutsche Gesellschaft für Kinderheilkunde, 1935 aus dem Mitgliederverzeichnis gestrichen
- Mitgründerin des ersten deutschen Zonta-Clubs 1931
- Centralverein deutscher Staatsbürger jüdischen Glaubens (ab 1929)
- Deutsch-Israelitische Gemeinde (DIG), Hamburg